# 扎蘭德
扎蘭德是伊朗的城市，位於該國中部，由克爾曼省負責管轄，距離首府克爾曼75公里，2006年人口54,745。2005年5月22日發生黎克特制6.4級地震造成該市數百名居民死亡。